# Michael Rachlis
Michael Rachlis (* 29. Juli 1884 in Moskau; † 1953 in London) war ein deutscher Architekt, Innenarchitekt und Bühnenbildner.

## Leben
Der einer jüdischen Familie entstammende Michael Rachlis studierte von 1905 bis 1911 an der Technischen Hochschule München. Er arbeitete seit 1913 in Berlin, wo er zunächst Bühnenbilder entwarf. Später entstanden einige Landhäuser, sowie Innenausstattungen, u. a. in Kooperation mit dem ungarischstämmigen Architekten Ferenc Domány. Für die Adlerwerke entwarf Rachlis den Showroom in der Hardenbergstraße. Walter Gropius bezog Rachlis – neben Carl Fieger, dem Textilgestalter Richard Lisker und dem Bildhauer D. Paulon – bei der Entwicklung des Adler Standard 6 als Ingenieur mit ein.
In Rachlis Atelier fand 1922/1923 Hans Nitzschke Arbeit als Architekt, ebenso der Riba-Architekt Frank Tischler.
Von 1928 bis 1933 hatte Rachlis einen Vertrag mit den Deutschen Werkstätten und entwarf für diese Zimmereinrichtungen. 1931 lud ihn der Film- und Kinounternehmer Samuel Lionel „Roxy“ Rothafel – neben den Architekten Gropius, Poelzig, Mendelsohn, Taut und Häring – ins Berliner Hotel Esplanade im Rahmen der Planung eines Theaterbaus, der heutigen Radio City Music Hall, in New York ein. 1935 floh Rachlis nach London – lebte dort im Isokon beziehungsweise in den sogenannten Lawn Road Flats  – und war dort bis zu seinem Tod als Architekt tätig. Dort entwarf er Büroräume, teils im Stil des Art Déco, für zwei Aluminiumgesellschaften, für eine Zeitung, für eine Kunstgalerie und ein Restaurant.
Rachlis war Mitglied der Jüdischen Gemeinde zu Berlin und eines der ersten Mitglieder von The Circle, einer Gesellschaft von geflüchteten Architekten – darunter Ernst L. Freud, Heinrich Julius Reifenberg sowie Harry Rosenthal–  und Planern sowie Designern in London.

## Bauten und Entwürfe (unvollständig)

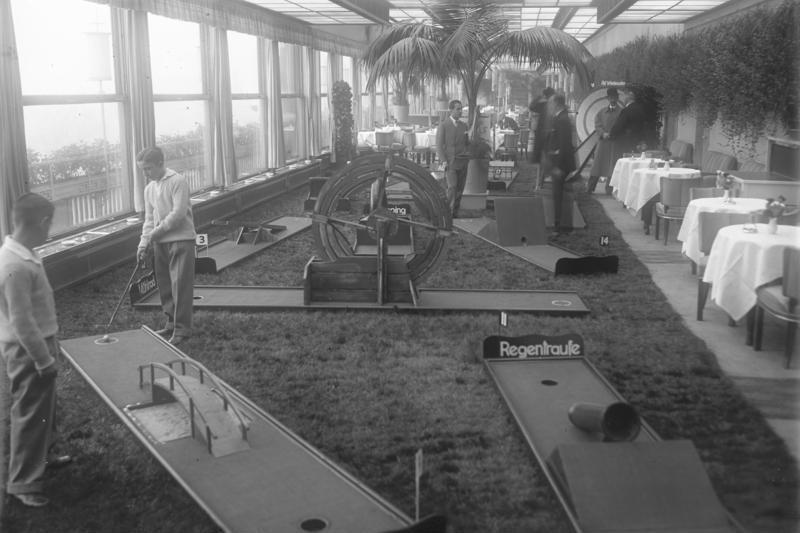
Golf-Platz auf dem Dach des Eden-Hotels

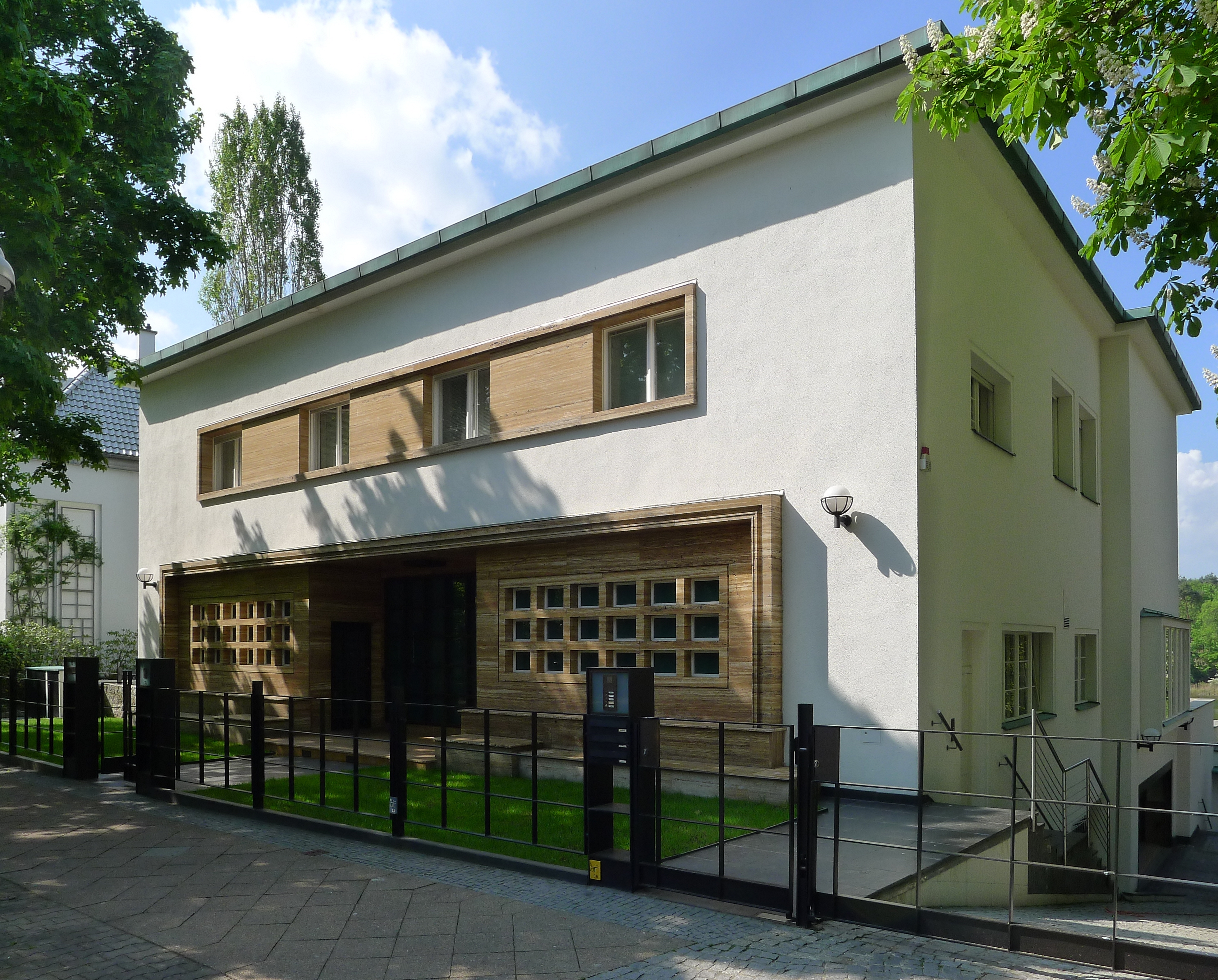
Villa Zissu am Hundekehlesee in der Villenkolonie Grunewald: Ursprünglich repräsentatives Wohnhaus, nach 1945 Quartier der britischen Besatzungsmacht und Residenz des niederländischen Generalkonsulats, dann Mehrparteienwohnhaus und heute wieder Familiendomizil.

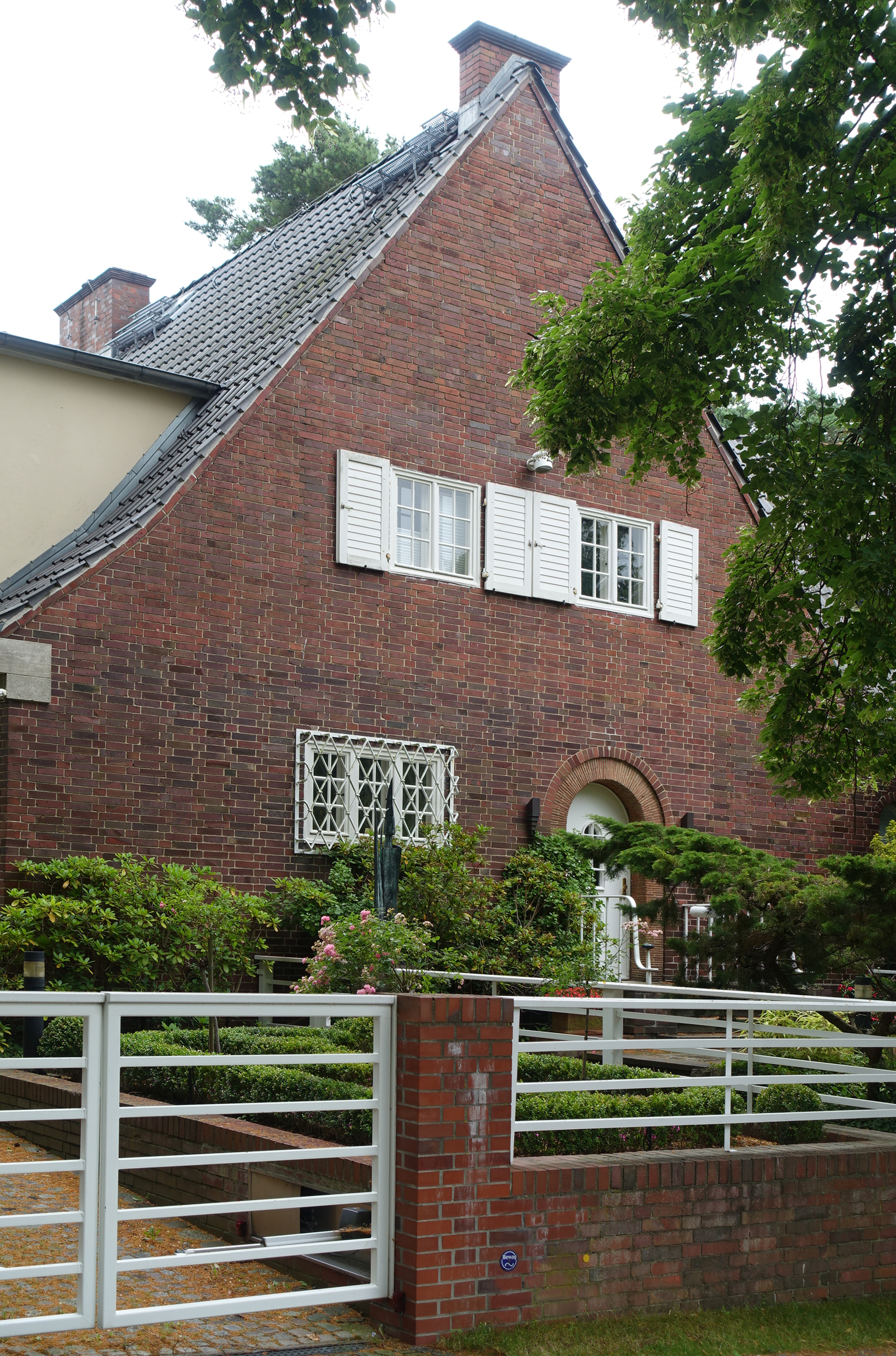
Lückhoffstraße 34, ein eingeschossiger winkelförmiger roter Klinkerbau mit knapp abschließendem Sattel- und Walmdach im Stil des Neuen Bauens

- 1917: Bühnenbild für das Schauspiel Der König (Regie: Victor Barnowsky)
- 1919: Bühnenbild für die Komödie Fink und Fliederbusch (Regie: Victor Barnowsky)
- 1920/21: Umbau der Villa Starck in der Bertinistraße 6–9 in Potsdam[21][22][23]
- vor 1923: Landhaus in Saarow[24][25][26]
- vor 1923: Umbau eines Bauernhauses am Jungfernsee bei Potsdam[25][27]
- 1927–1928: Einfamilienhaus für Erich Kaufmann in Berlin-Nikolassee, Lückhoffstraße 34[28][29]
- vor 1930: Innenausstattung der Gaststätte Bols-Taverne in Berlin[30]
- 1927–1929: Warteraum und Garderobenhalle, Tanz- und Goldsaal, Dachgarten und Bar (Innenausstattung) des Eden-Hotel in Berlin, Budapester Straße, unter Mitwirkung von Ludwig Kainer[31][32][30][1][4]
- vor 1930: Innenausstattung der Bar Cascade in Berlin und Mitwirkung von George Ramon[30][33]
- 1928–1929: Einfamilienhaus für Avram Leib Zissu in Berlin-Grunewald, Gustav-Freytag-Straße 15, unter Mitwirkung von Issai Kulvianski, Georg Walter Rössner sowie Paul Hartmann[30][34][35][4][20]
- 1929: mit César Klein: Kommode für die Villa Zissu. Kaukasischews Nussholz mit markierten Hölzern, 89 × 139 × 56 cm[36]
- 1930–1931: Zentrale der Margarine Union in Berlin-Grunewald, Hohenzollerndamm 46 (mit Ferenc Domány)
- 1930: Autohalle in Berlin-Witzleben („Das Auto Hotel“), später: Opel-Autohaus Hetzer[37][38]
- 1932: Gestaltung der „Bambus-Bar“ des Luxus-Passagierschiffs Conte di Savoia [39]
- 1932: Teilnahme an der internationalen Raumausstellung Köln (IRA) und Entwurf und Realisierung eines „Empfangsraums“[40][41]
- 1935: Innenausstattung des Büros der Compagnia Italiana Turismo in London, Regent Street[42][43]
- 1938: Innenausstattung des Italian Club in London, Charing Cross Road[44]
- 1939: Innenausstattung der Hauptverwaltung der Aluminium Union Limited in London[45][46][47]
- 1939: Innenausstattung des Italienischen Touristikbüros in London, Piccadilly[44]
- vor 1952: Beteiligung an der Innenausstattung des Luxus-Passagierschiffs Andrea Doria[48][49]

## Schriften
- Aufgaben unserer Zeit. Arbeiten von Architekt Dipl.-Ing. Michael Rachlis. In: Innen-Dekoration, Jg. 41, 1930, S. 304–315 (Digitalisat).